# Serge Aurier
Serge Alain Stéphane Aurier (tiếng Pháp: [sɛʁʒ oʁje]; sinh ngày 24 tháng 12 năm 1992) là một cầu thủ bóng đá chuyên nghiệp người Bờ Biển Ngà hiện đang thi đấu ở vị trí hậu vệ phải cho cậu lạc bộ Super Lig Galatasaray và là đội trưởng của đội tuyển bóng đá quốc gia Bờ Biển Ngà.
Aurier chuyển đến Pháp khi còn nhỏ và chơi cho Lens, Toulouse và Paris Saint-Germain, giành được 11 danh hiệu lớn cuối cùng. Anh có tổng cộng 169 lần ra sân ở Ligue 1 và hai lần được xướng tên trong Đội hình của năm. Năm 2017, anh gia nhập Tottenham với mức phí khoảng 23 triệu bảng.
Anh ra mắt quốc tế cho Bờ Biển Ngà năm 2013 và đã ra sân hơn 40 trận với vai trò đội trưởng. Anh đại diện cho quốc gia tại FIFA World Cup 2014 và hai giải đấu Cúp bóng đá châu Phi, vô địch năm 2015.

## Thống kê sự nghiệp

### Câu lạc bộ
Tính đến ngày 8 tháng 5 năm 2021
| Câu lạc bộ          | Mùa giải            | Giải đấu            | Giải đấu | Giải đấu | Cúp quốc gia | Cúp quốc gia | Cúp liên đoàn | Cúp liên đoàn | Châu Âu | Châu Âu | Khác | Khác | Tổng cộng | Tổng cộng |
| Câu lạc bộ          | Mùa giải            | Hạng                | Trận     | Bàn      | Trận         | Bàn          | Trận          | Bàn           | Trận    | Bàn     | Trận | Bàn  | Trận      | Bàn       |
| ------------------- | ------------------- | ------------------- | -------- | -------- | ------------ | ------------ | ------------- | ------------- | ------- | ------- | ---- | ---- | --------- | --------- |
| Lens                | 2009–10             | Ligue 1             | 5        | 0        | 6            | 0            | 0             | 0             | —       | —       | —    | —    | 11        | 0         |
| Lens                | 2010–11             | Ligue 1             | 19       | 0        | 1            | 0            | 1             | 0             | —       | —       | —    | —    | 21        | 0         |
| Lens                | 2011–12             | Ligue 2             | 16       | 0        | 0            | 0            | 4             | 0             | —       | —       | —    | —    | 20        | 0         |
| Lens                | Tổng cộng           | Tổng cộng           | 40       | 0        | 7            | 0            | 5             | 0             | —       | —       | —    | —    | 52        | 0         |
| Toulouse            | 2011–12             | Ligue 1             | 10       | 1        | 0            | 0            | 0             | 0             | —       | —       | —    | —    | 10        | 1         |
| Toulouse            | 2012–13             | Ligue 1             | 28       | 1        | 2            | 0            | 2             | 0             | —       | —       | —    | —    | 32        | 1         |
| Toulouse            | 2013–14             | Ligue 1             | 34       | 6        | 2            | 0            | 2             | 0             | —       | —       | —    | —    | 38        | 6         |
| Toulouse            | Tổng cộng           | Tổng cộng           | 72       | 8        | 4            | 0            | 4             | 0             | —       | —       | —    | —    | 80        | 8         |
| Paris Saint-Germain | 2014–15             | Ligue 1             | 14       | 0        | 0            | 0            | 2             | 0             | 0       | 0       | 0    | 0    | 16        | 0         |
| Paris Saint-Germain | 2015–16             | Ligue 1             | 21       | 2        | 4            | 0            | 2             | 0             | 5       | 1       | 1    | 1    | 33        | 4         |
| Paris Saint-Germain | 2016–17             | Ligue 1             | 22       | 0        | 3            | 0            | 1             | 0             | 5       | 0       | 1    | 0    | 32        | 0         |
| Paris Saint-Germain | Tổng cộng           | Tổng cộng           | 57       | 2        | 7            | 0            | 5             | 0             | 10      | 1       | 2    | 1    | 81        | 4         |
| Tottenham Hotspur   | 2017–18             | Premier League      | 17       | 2        | 1            | 0            | 0             | 0             | 6       | 0       | —    | —    | 24        | 2         |
| Tottenham Hotspur   | 2018–19             | Premier League      | 8        | 0        | 1            | 2            | 3             | 0             | 5       | 0       | —    | —    | 17        | 2         |
| Tottenham Hotspur   | 2019–20             | Premier League      | 33       | 1        | 4            | 0            | 0             | 0             | 5       | 1       | —    | —    | 42        | 2         |
| Tottenham Hotspur   | 2020–21             | Premier League      | 19       | 2        | 0            | 0            | 3             | 0             | 5       | 0       | —    | —    | 27        | 2         |
| Tottenham Hotspur   | Tổng cộng           | Tổng cộng           | 77       | 5        | 6            | 2            | 6             | 0             | 21      | 1       | —    | —    | 110       | 8         |
| Tổng cộng sự nghiệp | Tổng cộng sự nghiệp | Tổng cộng sự nghiệp | 272      | 17       | 24           | 2            | 20            | 0             | 31      | 2       | 2    | 1    | 349       | 22        |

### Quốc tế
Tính đến ngày 11 tháng 2 năm 2024
| Đội tuyển quốc gia | Năm       | Trận | Bàn |
| ------------------ | --------- | ---- | --- |
| Bờ Biển Ngà        | 2013      | 6    | 0   |
| Bờ Biển Ngà        | 2014      | 11   | 0   |
| Bờ Biển Ngà        | 2015      | 12   | 0   |
| Bờ Biển Ngà        | 2016      | 5    | 0   |
| Bờ Biển Ngà        | 2017      | 11   | 1   |
| Bờ Biển Ngà        | 2018      | 6    | 0   |
| Bờ Biển Ngà        | 2019      | 11   | 1   |
| Bờ Biển Ngà        | 2020      | 4    | 0   |
| Bờ Biển Ngà        | 2021      | 8    | 1   |
| Bờ Biển Ngà        | 2022      | 9    | 1   |
| Bờ Biển Ngà        | 2023      | 4    | 0   |
| Bờ Biển Ngà        | 2024      | 6    | 0   |
| Tổng cộng          | Tổng cộng | 93   | 4   |

Bàn thắng và kết quả của Bờ Biển Ngà được để trước.
| #  | Ngày                 | Địa điểm                                         | Đối thủ  | Bàn thắng | Kết quả | Giải đấu           |
| -- | -------------------- | ------------------------------------------------ | -------- | --------- | ------- | ------------------ |
| 1. | 11 tháng 1 năm 2017  | Sân vận động Đại học New York, Abu Dhabi, UAE    | Uganda   | 3–0       | 3–0     | Giao hữu           |
| 2. | 19 tháng 11 năm 2019 | Sân vận động Bahir Dar, Bahir Dar, Ethiopia      | Ethiopia | 1–0       | 1–2     | Vòng loại CAN 2021 |
| 3. | 26 tháng 3 năm 2021  | Sân vận động Kégué, Lomé, Togo                   | Niger    | 1–0       | 3–0     | Vòng loại CAN 2021 |
| 4  | 3 tháng 6 năm 2022   | Stade de Yamoussoukro, Yamoussoukro, Bờ Biển Ngà | Zambia   | 1–0       | 3–1     | Vòng loại CAN 2023 |

## Danh hiệu

### Câu lạc bộ
Paris Saint-Germain
- Ligue 1: 2014–15, 2015–16[7]
- Coupe de France: 2014–15, 2015–16, 2016–17[7]
- Coupe de la Ligue: 2014–15, 2015–16, 2016–17[7]
- Trophée des Champions: 2014, 2015, 2016[7]

Tottenham Hotspur
- Á quân UEFA Champions League: 2018–19[8]

### Đội tuyển quốc gia
- Africa Cup of Nations: 2015, 2023